# ازینو لاریو
اسینو لاریو (به ایتالیایی: Esino Lario) یک کومونه در ایتالیا است که در استان لکو واقع شده‌است.

## خصوصیات
اسینو لاریو ۱۸٫۷ کیلومترمربع مساحت و ۷۶۰ نفر جمعیت دارد و ۹۱۳ متر بالاتر از سطح دریا واقع شده‌است.

## نگارخانه

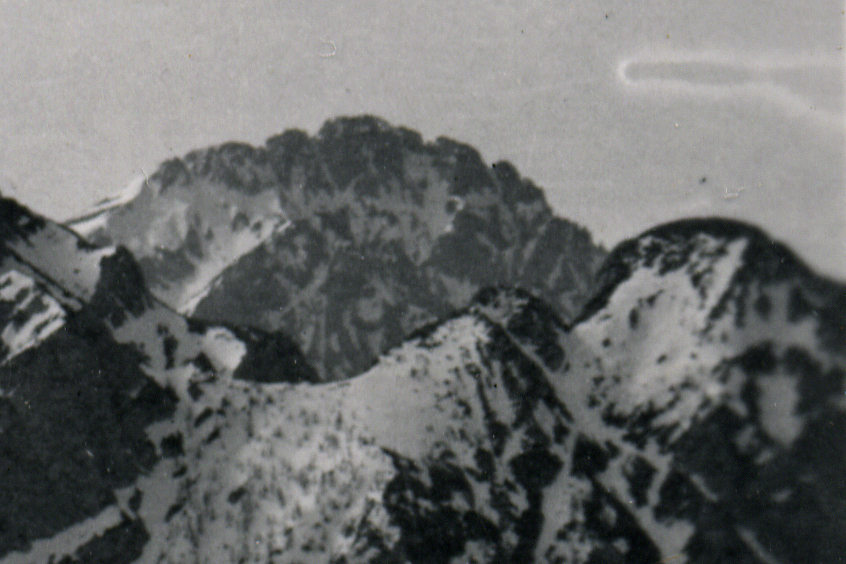
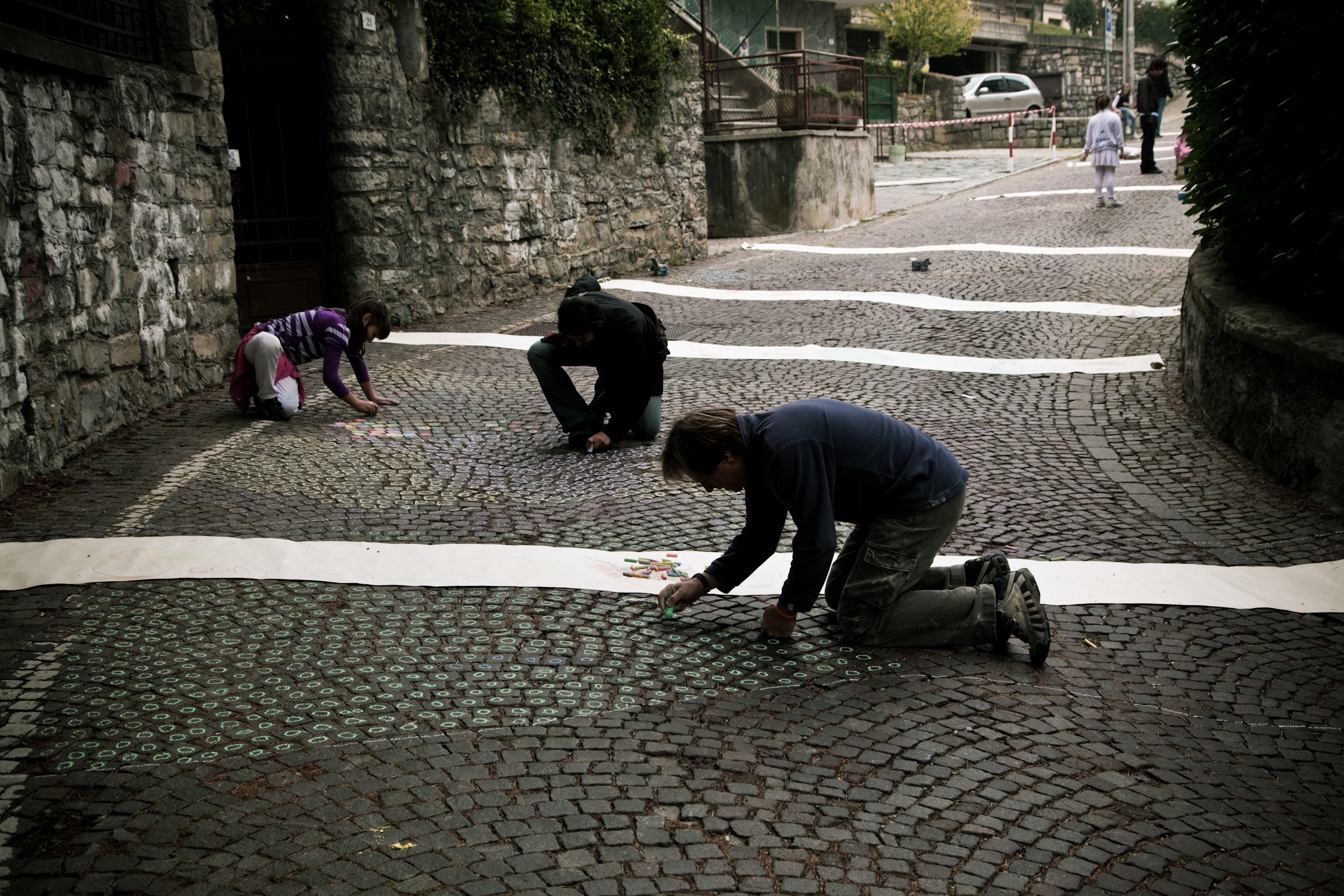
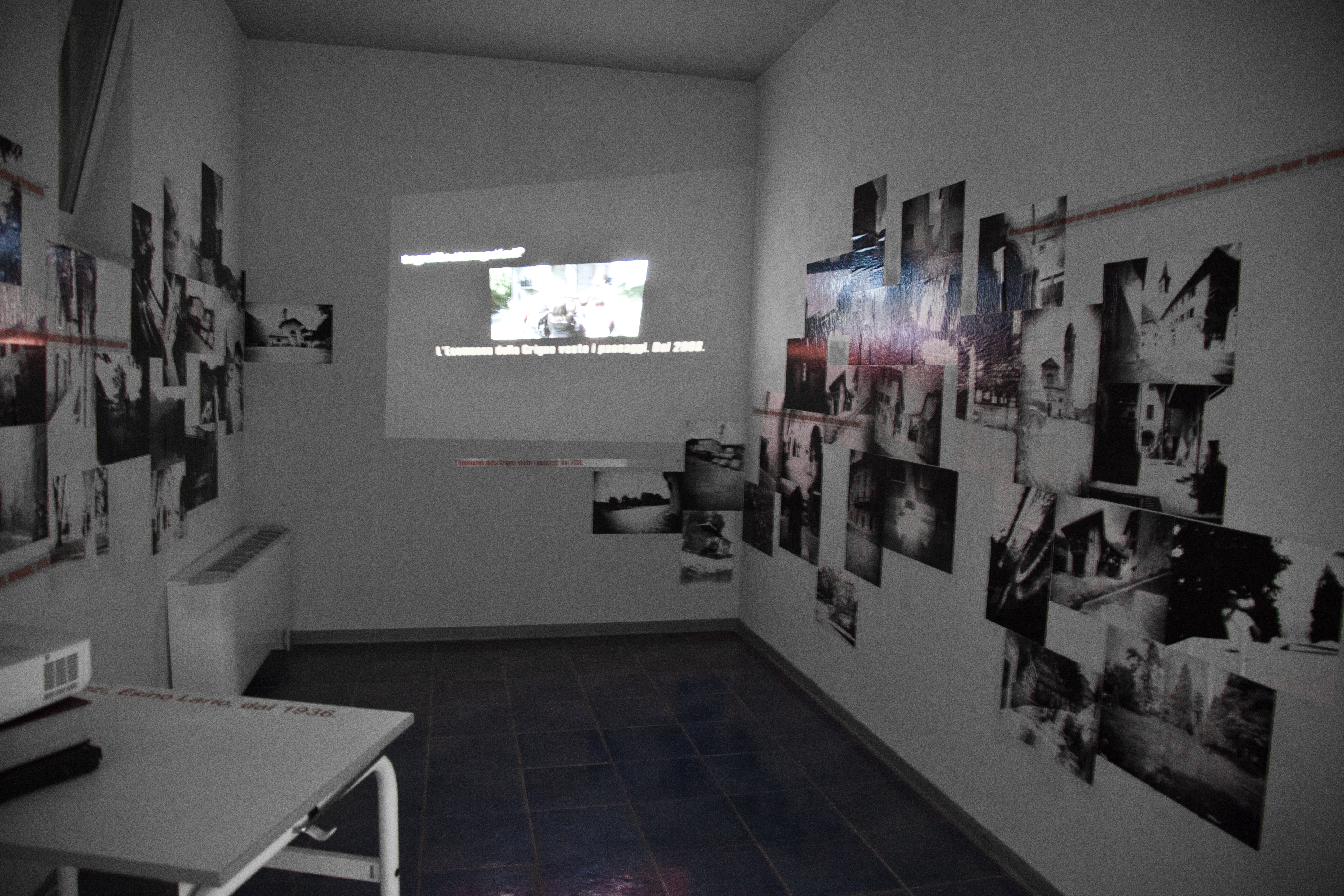
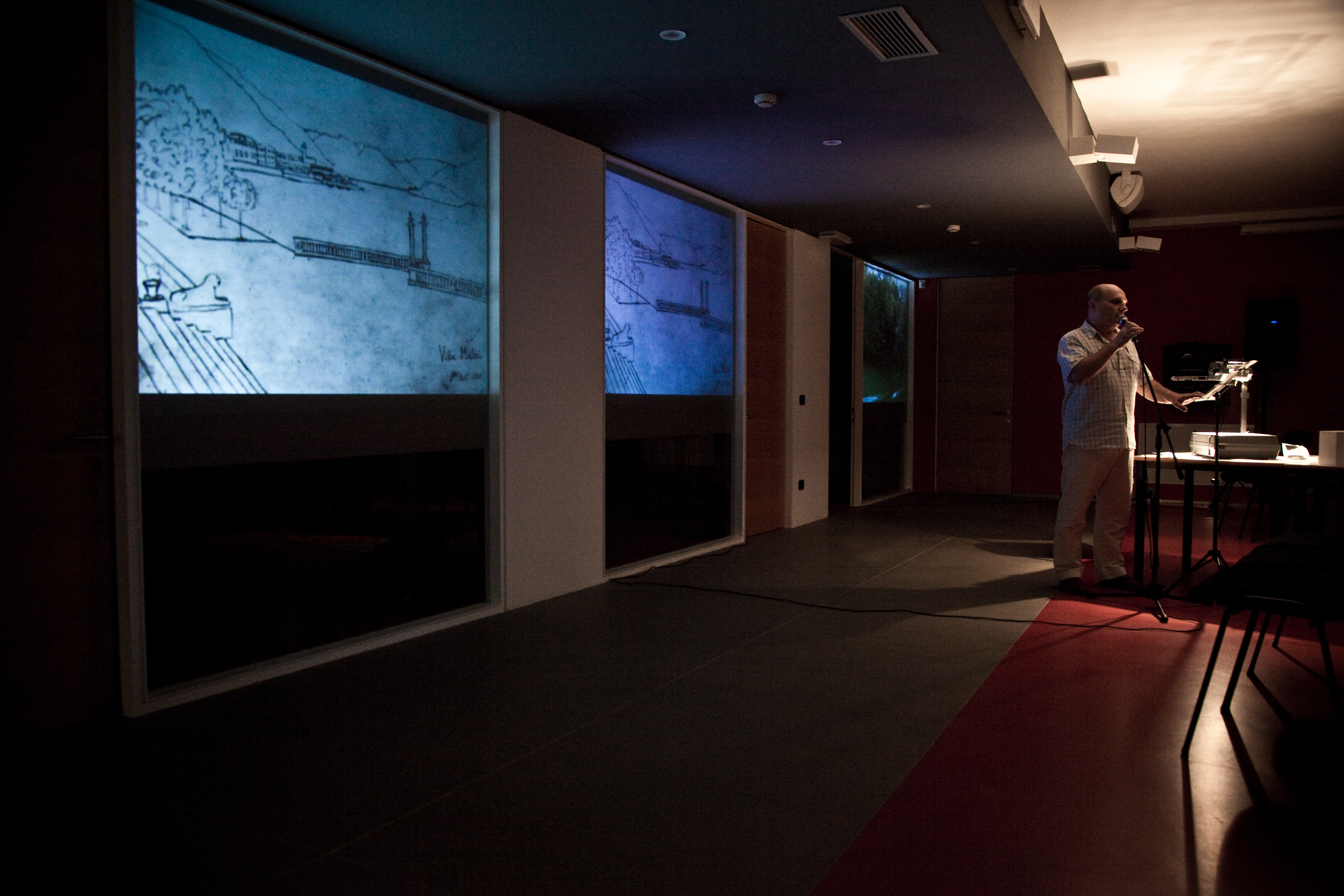
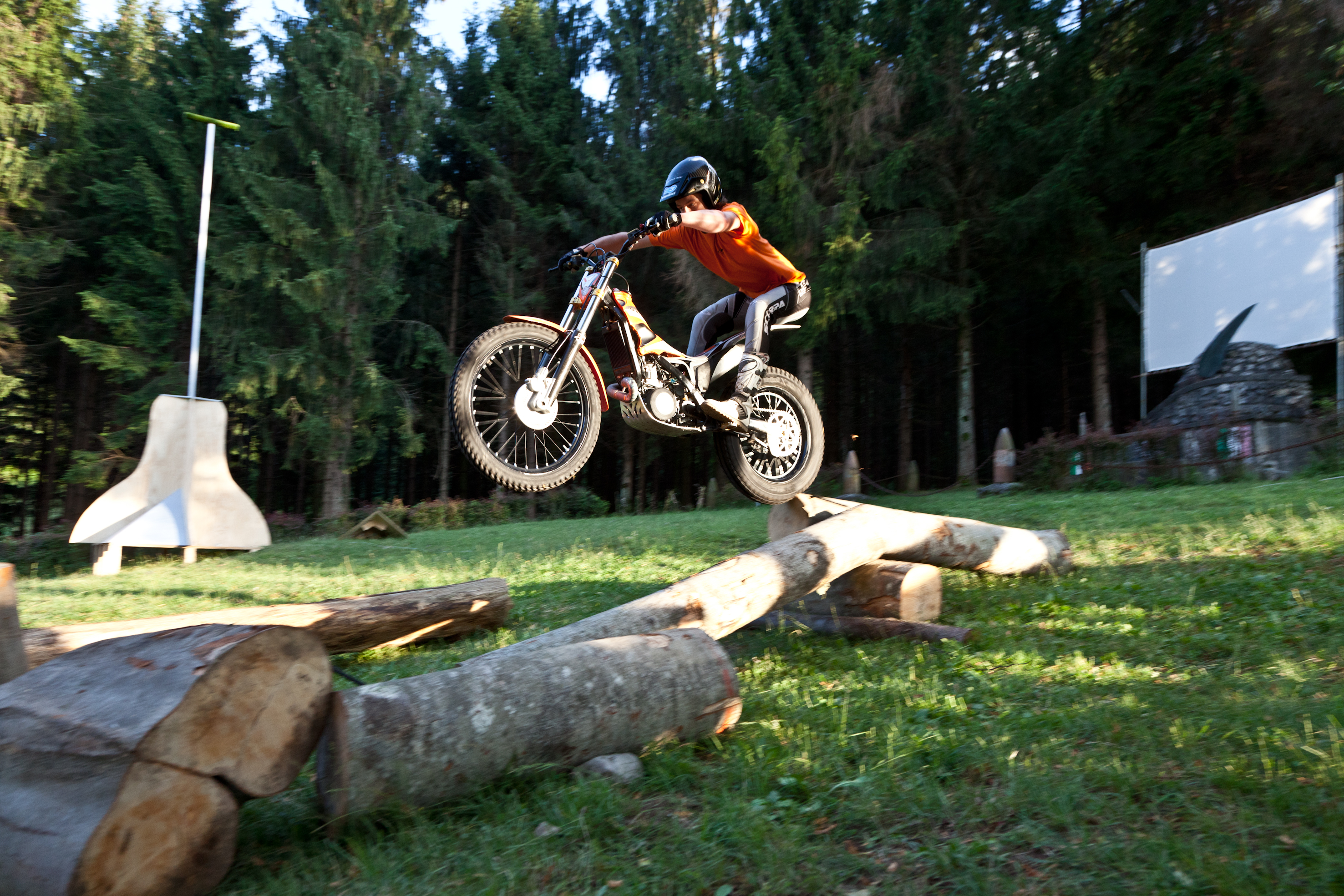
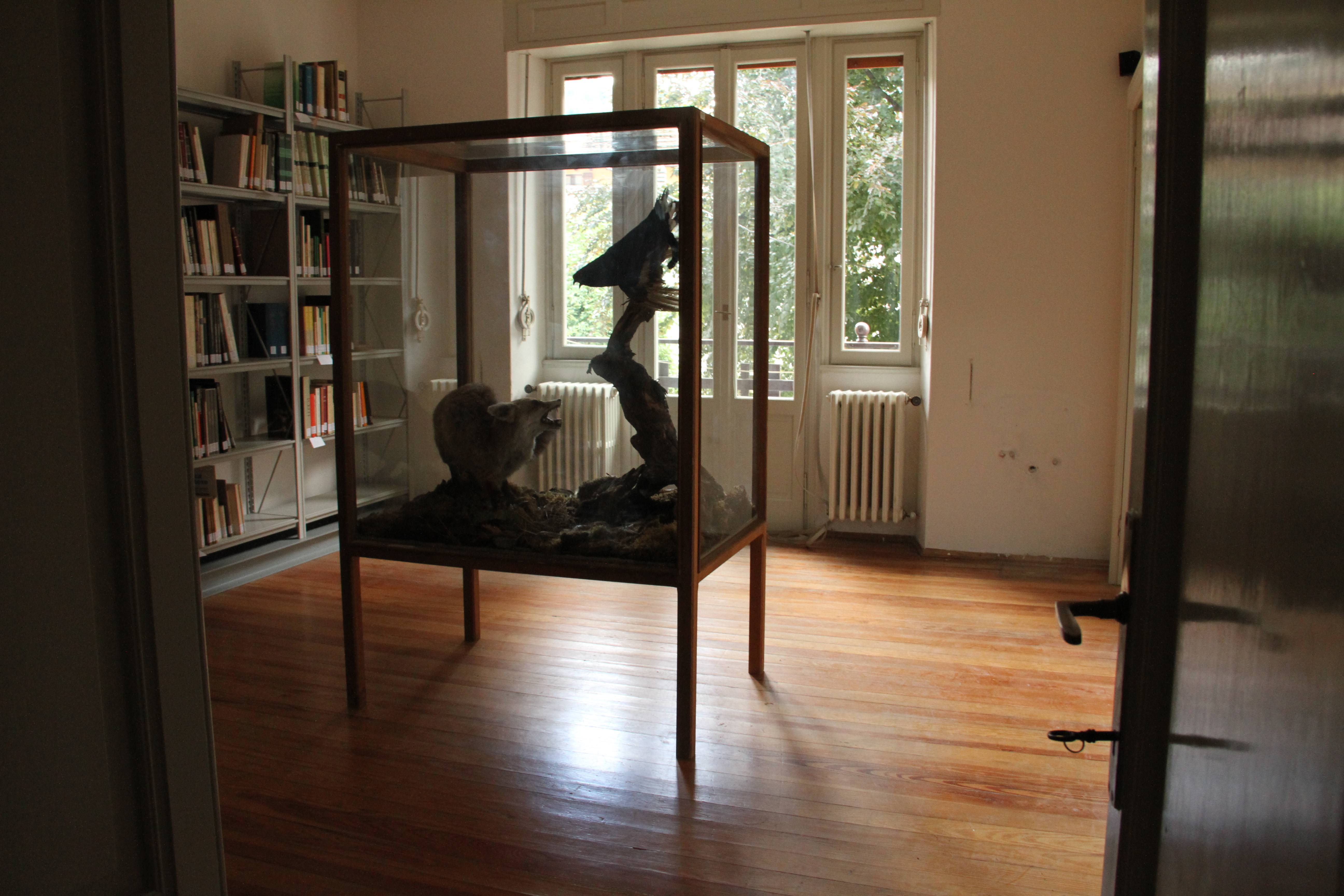
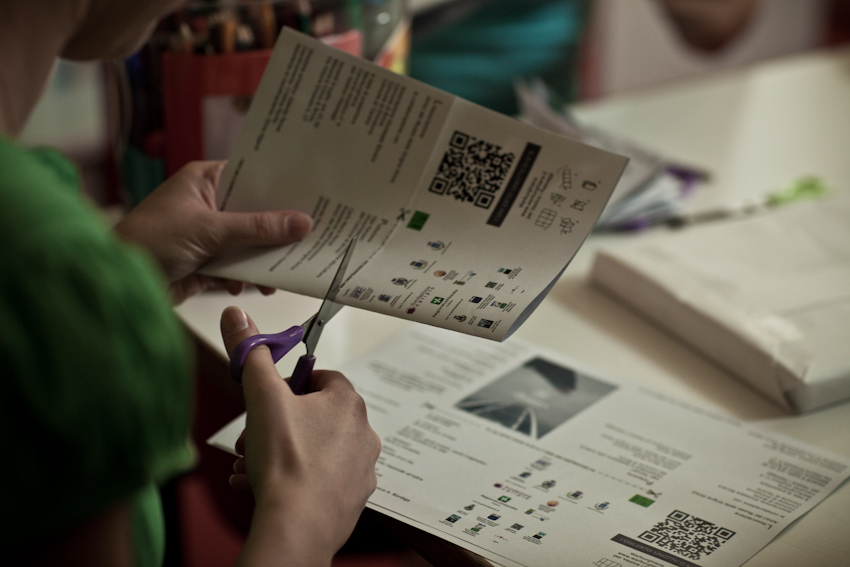